# Gangapur (Nepal)
Gangapur (nepalski: गङ्गापुर) – gaun wikas samiti w zachodniej części Nepalu w strefie Bheri w dystrykcie Banke. Według nepalskiego spisu powszechnego z 2001 roku liczył on 980 gospodarstw domowych i 5407 mieszkańców (2555 kobiet i 2852 mężczyzn).